# Mistrzostwa Czterech Kontynentów w Łyżwiarstwie Figurowym 2025
Ten artykuł dotyczy przyszłego wydarzenia sportowego. Informacje w nim zawarte zmienią się w przyszłości.
Mistrzostwa czterech kontynentów w łyżwiarstwie figurowym 2025 – 26. edycja zawodów rangi mistrzowskiej dla łyżwiarzy figurowych z Azji, Afryki, Ameryki oraz Australii i Oceanii. Mistrzostwa zostaną rozegrane od 19 do 23 lutego 2025 roku w Seulu w hali Mokdong Ice Rink.

## Kwalifikacje
W zawodach mogli wziąć udział zawodnicy, którzy przed dniem 1 lipca 2024 roku ukończyli 17. rok życia. Liczba dopuszczonych do startu zawodników z poszczególnych krajów była uzależniona od miejsc, jakie reprezentanci krajów zdobyli na poprzednich mistrzostwach. Decyzję o imiennym przydziale miejsc kraje podejmują indywidualnie, jednakże jednym z warunków, jaki muszą spełnić wskazani zawodnicy jest osiągnięcie na 21 dni przed oficjalnymi treningami na mistrzostwach minimalnej oceny technicznej łącznie z obu segmentów.
| Minimalna łączna ocena techniczna (CTES) | Minimalna łączna ocena techniczna (CTES) | Minimalna łączna ocena techniczna (CTES) |
| Konkurencja                              | CTES                                     |                                          |
| ---------------------------------------- | ---------------------------------------- | ---------------------------------------- |
| Soliści                                  | 86                                       |                                          |
| Solistki                                 | 75                                       |                                          |
| Pary sportowe                            | 75                                       |                                          |
| Pary taneczne                            | 85                                       |                                          |

## Medaliści

### Nota łączna
Medaliści mistrzostw po zsumowaniu punktów za oba programy/tańce w poszczególnych konkurencjach:
| Konkurencja   | Złoto | Srebro | Brąz |
| Soliści       |       |        |      |
| Solistki      |       |        |      |
| Pary sportowe |       |        |      |
| Pary taneczne |       |        |      |

### Program/taniec dowolny
Zdobywcy małych medali za drugi segment zawodów tj. program/taniec dowolny:	
| Konkurencja   | Złoto | Srebro | Brąz |
| Soliści       |       |        |      |
| Solistki      |       |        |      |
| Pary sportowe |       |        |      |
| Pary taneczne |       |        |      |

### Program krótki/taniec rytmiczny
Zdobywcy małych medali za pierwszy segment zawodów tj. program krótki lub taniec rytmiczny:	
| Konkurencja   | Złoto | Srebro | Brąz |
| Soliści       |       |        |      |
| Solistki      |       |        |      |
| Pary sportowe |       |        |      |
| Pary taneczne |       |        |      |